# Orlando Brown
Orlando Brown (ur. 4 grudnia 1987 w Los Angeles) – amerykański aktor, piosenkarz i raper. Znany głównie z roli Eddiego Thomasa w disneyowskim serialu Świat Raven.

## Filmografia
- 1989–1998: Family Matters – 3J
- 1995: Family Values – Chuckie
- 1995: Szczeniackie wojsko lub Major Payne – Cadet Kevin ‘Tiger’ Dunne
- 1996–2001: Nash Bridges (gościnnie)
- 1998: Zakręcony (Senseless) – Brandon Witherspoon
- 1998–1999: Bliźniaczki – Max
- 1999: Safe Harbor – Chris
- 2000: Cudowne lato (Perfect Game) – Marcel Williams
- 2000: The 70s – Jo-Jo
- 2002: Świat Raven (That’s So Raven) – Eddie Thomas
- 2003: Maniac Magee – Mars Bar
- 2003: Konkurs kulinarny (Eddie’s Million Dollar Cook-Off) – Frankie
- 2004: That's So Raven: Supernaturally Stylish – Eddie Thomas
- 2005: Suits on the Loose – Cody
- 2006: That's So Raven: Raven's Makeover Madness – Eddie Thomas